# Ventenata quercetorum
Ventenata quercetorum là một loài thực vật có hoa trong họ Hòa thảo. Loài này được Boiss. & Bal. miêu tả khoa học đầu tiên năm 1859.